# Christian Cascio
Pour les articles homonymes, voir Cascio.
Christian Cascio est un journaliste, réalisateur et producteur de télévision français né le 5 février 1960 à Alger. 
Maintenant à la retraite, il a été directeur du Carrefour des Associations parisiennes de la Ville de Paris de 2011 à 2024.  

## Biographie
Christian Cascio débute à 20 ans comme assistant-réalisateur, sur un documentaire-portrait de l'écrivain britannique Anthony Burgess (auteur entre autres d'Orange mécanique).
Il se forme au grand reportage à l'ECPA en 1982 en couvrant notamment caméra à l’épaule le conflit tchadien et entame une carrière journalistique en participant à la création de Gamma Télévision en 1984 pour laquelle il est, entre autres, envoyé spécial en Iran, aux Philippines et à Cuba. En 1987, il rejoint VI Presse puis CAPA avant de travailler pour les émissions Reporters de Patrick de Carolis (La Cinq), La Marche du siècle de Jean-Marie Cavada (FR3) et Édition spéciale de Claude Sérillon (Antenne 2) en 1989.
En 1990, il écrit un premier scénario de long-métrage, La Passion du peintre Wann, et s’oriente vers la réalisation de documentaires. Sensibilisé à la protection de l’environnement depuis son enfance passée à Madagascar, il s’installe un an sur l’île de Komodo pour réaliser L’île aux dragons sous l'expertise scientifique de Pierre Pfeffer. Dès lors, le cinéaste va toucher à tous les genres, du film d’aventure humaine avec Les Esclaves de la montagne de feu au documentaire scientifique  avec  Hommes-Singes : Frères ou Cousins ?, en passant par le portrait historique (D’un Blériot, l’Autre), musical (Django Reinhardt : Trois doigts de génie), le film ethnologique (L’Île aux hommes-fleurs) ou le documentaire « engagé » (Urgence sauvage) jusqu'au magazine scientifique "C'est pas sorcier" pour lequel il réalisera plusieurs émissions aux côtés de Frédéric Courant, Jamy Gourmaud et Sabine Quindou.
Parallèlement à sa carrière de réalisateur, il est producteur pour explorer toutes les formes d’écriture audiovisuelle : du documentaire intime (Don Sergio, l’homme qui a réinventé l’automobile) à l’aventure scientifique (Rio La Venta), du premier prime time s’intéressant au réchauffement climatique (Le Climaction) aux émissions citoyennes (Utiles et Engagés), des nouveaux formats de feuilletons-documentaires (Pilotes de chasse et Premiers Secours)  à l’émission écologique de Yann Arthus-Bertrand Vu du ciel.
Il est l'auteur d'un scénario de dessin animé pour le cinéma sur l’histoire des frères Reinhardt.

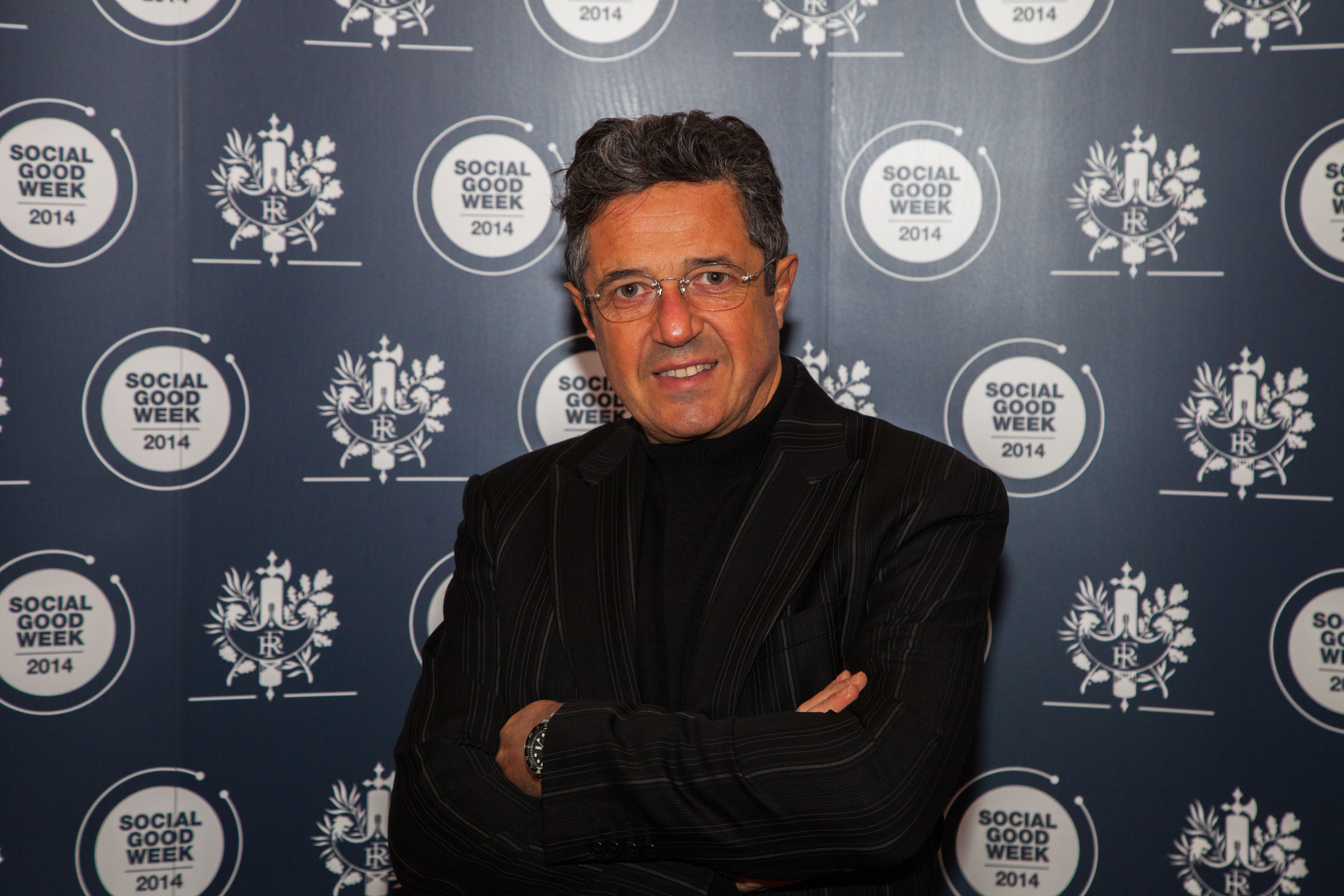
Lors de l'évènement présidentiel du lancement de la Social Good Week 2014 à l'Élysée.

Humaniste investi depuis l'adolescence dans l'action associative, il œuvre aux côtés de plusieurs associations: l'Association Tout Visuel de la Ciotat dont il est Président d'honneur, Action  Écoles au Mali avec France Gall, Michel Berger et Lionel Rotcage, Médecins sans frontières dont il accompagnera plusieurs missions (en Thaïlande avec Marcel Roux et Francis Charhon, au Cambodge avec Isabelle Fournier, en Somalie, au Soudan, au Salvador avec Rony Brauman), Action contre la faim au Cambodge lors d'une mission parrainée par Charles Aznavour, l'Association Française contre les Myopathies pour le Téléthon 2001 parrainé par Jane Birkin, L'Homme et l'Environnement avec Olivier Behra.
Depuis 2011, et à la suite de la production de ses deux émissions pour les associations sur I-Télé et LCI, Engagés (présentée par Charlotte Le Grix de la Salle) et Utiles (présentée par Pascal Bataille et Laurent Fontaine, soutenue par Claude Bébéar et AXA puis par Francis Charhon et la Fondation de France) , il est directeur du Carrefour des Associations Parisiennes de la Mairie de Paris, créé par Bertrand Delanoë pour proposer un service public municipal d’accompagnement, de conseil et de formations aux porteurs de projets et aux acteurs associatifs parisiens. Il a également été membre des experts de Recherches & Solidarités et président du Fonds de dotation ProBonoLab jusqu'en 2017.

## Filmographie

### En tant que journaliste
- La Comtesse aux cochons : Gloire et déboires d’une comtesse terroriste, avec Leslie et John Paul Lepers, 13 min, Gamma TV pour Antenne 2, 1984
- Site 2, la naissance du plus grand camp de réfugiés cambodgiens, 13 min, Gamma TV pour Antenne 2, 1984
- Les Banques en Hongrie : Entre l’Est et l’Ouest, un nouveau paradis fiscal, 13 min, Gamma TV pour Antenne 2, 1984
- La Cité Murée, une verrue sur la face du monde à Hong Kong, 18 min, Gamma TV pour Antenne 2, 1985
- Crise au Sugarlandia : Les Philippines avant la chute de Ferdinand Marcos, avec Patrice Barrat et Philip Brooks, 52 min, Gamma TV pour TF1, 1985
- La Liberté de Fidel : Les droits de l’homme bafoués à Cuba, avec Patrice Barrat, 52 min, Gamma TV pour FR3, 1986
- Une foi pour tous : L’Iran et ses premières bouteilles de Coca, avec Patrice Barrat, 52 min, Gamma TV pour TF1 / CBS, 1986
- Guantanamo, la baie des Yankees : Une base américaine en pays communiste, 26 min, Gamma TV pour Thalassa (FR3), 1987
- Les Derniers Gladiateurs : Pittbulls, ce n’était qu’un début, 13 min, VI Presse pour La Cinq, 1988
- Hengwiller, la mauvaise réputation. Trop de voix pour le Front national, 13 min, VI Presse pour La Marche du siècle (FR3), 1989
- L’Univers carcéral : Grande ou petite prison, le choix des 5000, 13 min, VI Presse pour La Marche du siècle (FR3), 1989
- Les Yeux de la Terre. Des satellites pour mieux voir. 13 min, VI Presse pour La Marche du siècle (FR3), 1989
- Salvador, un peuple en otage. Médecins sans frontières dans la tourmente, 26 min, États d’urgence Productions, 1989
- Chantier naval de la Ciotat : Tapie s’en sort encore une fois, 26 min, Édition spéciale La Ciotat (Antenne 2), 1989
- Des agents comme les autres, 26 min, Édition spéciale (Antenne 2), 1989
- Le Songe de Gustav : Sa plus belle rencontre, 8 min, VI Presse pour La Cinq, 1989
- Domalain, portrait d’un chasseur repenti, 26 min, Point du Jour / La Cinq, 1990
- Les Sentinelles de Belem : Des singes pour détecter les virus venus de la forêt, 26 min, Point du Jour / La Cinq, 1990
- Docteur Fritz : Soigner à mains nues, 26 min, Point du Jour / La Cinq, 1990
- Les Enfants de São Paulo, 26 min, Point du Jour / La Cinq, 1990
- Damien, transsexuel : Vivre dans l’autre sexe, avec Chantal Lasbat, 26 min, VI Presse / La Cinq, 1990
- La Dernière Vague, une évocation mélo-dramatico-industrielle, 26 min, Capa pour Thalassa (FR 3), 1991
- Médecins de campagne, une campagne de pêche blessante, 26 min, Capa pour Thalassa (FR 3), 1991

### En tant que réalisateur

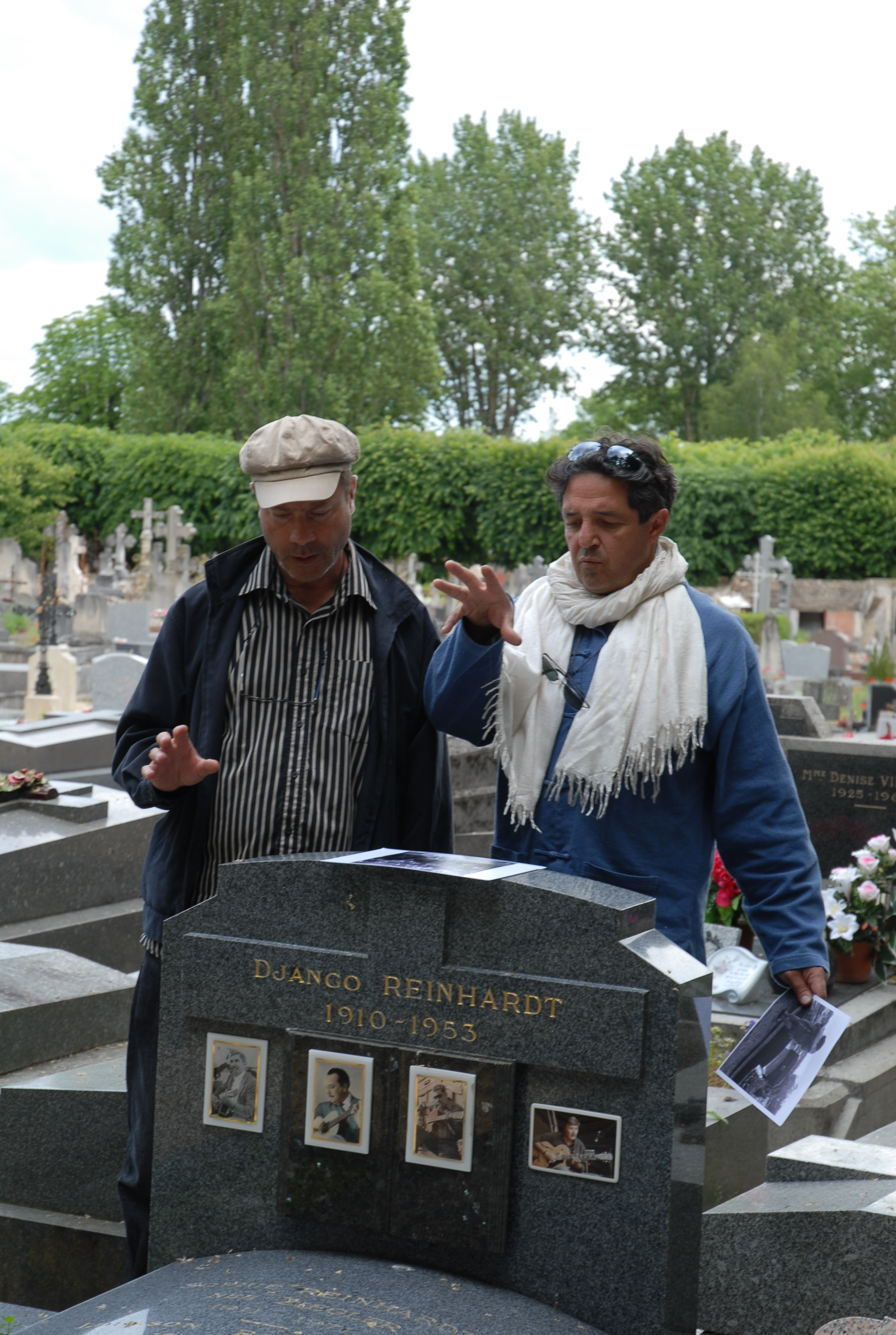
Lors du tournage de "Django Reinhardt, Trois doigts de génie" au cimetière de Samois sur Seine avec Eric Turpin - chef opérateur, à gauche

- Lors du tournage de "Django Reinhardt, Trois doigts de génie" au cimetière de Samois sur Seine avec Eric Turpin - chef opérateur, à gaucheLe Jockey du désert, 26 min, Canal+ / Marathon Productions, 1991
- L’île aux Dragons, 52 min, Canal+ / DocStar / Discovery Channel / Marathon Productions, 1992
- Les Esclaves de la montagne de feu, 26 min, National Géographic Télévision / Marathon productions, 1992
- Ben Hur à Madura : Quand les adultes poussent les enfants à la casse, 26 min, Canal+ / Marathon Productions, 1992
- Olivier et les Crocodiles, 26 min, Discovery Channel / Marathon Programmes, 1993
- L’Île aux Hommes-fleurs, 52 min, Marathon Productions / World Life / Discovery Channel, 1994
- D’un Blériot, l’autre…, 52 min, Arte / France 2 / WGBH Nova, 1998
- Survivre : Les Lémuriens., 52 min, Marathon Productions / Odyssée / Discovery Channel, 1999
- Urgence sauvage, 3x52 min, France 3 / AMIP / World Life Productions, 2000
- Hommes-Singes : Frères ou Cousins ?, 26 min, La Cinquième / France 3 Toulouse / Taxi Vidéo Brousse, 2001
- Sur la route de l’Aéropostale, 45 min, Arte / AMIP, 2001
- Zoo, feuilleton documentaire de 5 x 26 min, Gédéon Programmes / France 3, 2004
- C'est pas sorcier, magazine de vulgarisation scientifique, 5 x 26 min, France 3, 2010

1. La Sécurité aérienne
2. L'A380, un géant des airs
3. Les Tremblements de terre aux Antilles
4. Le Charles-de-Gaulle. Un porte-avions comment ça marche ?
5. Le Charles-de-Gaulle. Un porte-avions à quoi ça sert ?

- Django Reinhardt : Trois doigts de génie, 52 min, Idéale Audience / INA / Pierre Bouteiller Productions, 2010

### En tant que producteur
- Don Sergio... l’homme qui a réinventé l’automobile de Philippe Molins, 26 min, World Life / Canal+ / France Supervision, 1995
- Le Peuple des cavernes d’Isabelle Rouméguere, 52 min, France 3 / World Life/ France Supervision, 1996
- Ces p’tites bêtes qui nous font peur de Richard Vargas et Michel Louys, 52 min, Arte / World Life, 1997
- Werner Freund (de), l’homme qui rêvait d’être loup de Philippe Molins, 52 min, France 3 / Gédéon / World Life productions, 1997
- Rio La Venta d’Antoine de Maximy, 52 min, France 3 /  WGBH Nova / Paneikon / Gédéon Programmes, 1997
- Abel de Thierry Ragobert, 52 min, France 2 / Discovery Channel / Gédéon Programmes, 1997
- Blanche Nuit à Paris de Jérôme Caza et Arnaud Ngatcha, 52 min, France 5 / Forum des images / 2P2L, 2001
- Le Climaction, émission de sensibilisation au réchauffement climatique, 90 min, France 2 / 2P2L, 2002
- Pilote de chasse, feuilleton documentaire de Philippe Molins, 5x26 min, Arte / GEIE / 2P2L, 2003
- Premiers Secours, feuilleton documentaire de Philippe Borrel, 5x26 min, Arte / GEIE / 2P2L, 2003
- Vallon des pins, série documentaire  de Laetitia Moreau, 3x52 min, France 5 / 2P2L, 2003
- Engagés, émission sur l’actualité des ONG présentée par Charlotte Legrix de la Salle, Unimédia, 2005
- Utiles, émission sur les initiatives citoyennes présentée par Laurent Fontaine et Pascal Bataille,  LCI / Unimédia, 2007
- Vu du ciel de Yann Arthus-Bertrand, France 2 / SEP, 2008

1. 6 milliards d'hommes à nourrir
2. L'animal sauvage existe-t-il encore ?

## Distinctions
- Grand Prix et Prix du meilleur document d’investigation au festival international du Scoop d’Angers 1987 pour La Liberté de Fidel.
- Prix spécial du jury et Prix du public au festival international du Grand Reportage d’actualité (FIGRA) du Touquet 1995 pour Don Sergio, l’homme qui a réinventé l’automobile[7].
- Prix Éducation à la nature et à l’environnement au festival international du film Nature et Environnement de Grenoble 2001 pour Urgence sauvage.
- 2002 : Chevalier de l’ordre national du Mérite sur proposition du ministre de l’Aménagement du territoire et de l’Environnement, Yves Cochet, « pour ses actions en faveur d’une meilleure connaissance de l’environnement par le moyen de l’audiovisuel, en qualité de producteur-réalisateur de films »[8]. Cette distinction lui a été remise au Muséum d'Histoires Naturelles par Christophe Girard alors adjoint au maire de Paris chargé de la culture.
- Prix ECHO Jazz[9] 2012 du meilleur DVD de l'année pour "Django Reinhardt, Trois doigts de génie"[10],[11]